# Asesinato de John Lennon
El asesinato de John Lennon se produjo el lunes 8 de diciembre de 1980. Su muerte fue causada por cinco disparos –cuatro le acertaron– realizados por Mark David Chapman según la justicia neoyorquina (y confirmado por el mismo Chapman), a la entrada del edificio Dakota, donde Lennon residía, cuando regresaba con su esposa Yoko Ono de la sucursal local de los estudios de grabación Record Plant.
Lennon fue un influyente músico británico inglés de rock que adquirió fama mundial por ser uno de los miembros fundadores de la banda The Beatles. Tras la separación del grupo, Lennon continuó su carrera como solista y su labor como activista político en contra de las guerras. Fue declarado muerto a su llegada al St. Luke's-Roosevelt Hospital Center, donde el personal señaló que nadie podría haber vivido más de unos pocos minutos con tales lesiones, pues Lennon había perdido cerca del 80 % de su volumen sanguíneo. Poco después se reportó la muerte del músico a las emisoras locales de noticias, lo que llevó a que se congregara una enorme multitud tanto en las afueras del hospital como frente a su domicilio.
Fue incinerado el 10 de diciembre en el cementerio Ferncliff de Hartsdale, Nueva York; las cenizas fueron entregadas a Ono, quien decidió no organizar un funeral, aunque se hicieron varios homenajes y tributos en su honor. Chapman, por su parte, fue condenado a cadena perpetua y ha permanecido encarcelado desde entonces tras varias campañas en contra de su liberación; al menos hasta 2024 se le ha negado la libertad condicional trece veces desde que fue elegible para ella en el año 2000.

## Asesinato
En la noche del 8 de diciembre de 1980, la fotógrafa Annie Leibovitz acudió al apartamento de Yoko Ono y John Lennon para realizar una sesión fotográfica para la revista Rolling Stone. Leibovitz había prometido a John Lennon que una fotografía junto a su esposa sería la portada, pero inicialmente intentó obtener una imagen de John Lennon en solitario. Según recordó Leibovitz, «nadie quería a Ono en la portada». John Lennon insistió en que tanto él como su esposa debían aparecer en ella. Tras capturar las imágenes, Leibovitz abandonó el apartamento del matrimonio. Más tarde, John Lennon ofreció su última entrevista al DJ de San Francisco, Dave Sholin, para un programa musical en la RKO Radio Network. A las 5 p. m., Lennon y Ono salieron de su apartamento para mezclar la pista «Walking on Thin Ice» (1981) en el estudio Record Plant, con Lennon tocando la guitarra principal.
Mientras John Lennon y Yoko Ono caminaban hacia su limusina, fueron rodeados por varias personas que buscaban autógrafos, entre ellas, Mark David Chapman. Era habitual que los fanáticos esperaran fuera del edificio Dakota para ver a John Lennon y conseguir su autógrafo. Mark David Chapman, un empleado de hospital de 25 años originario de Honolulu, Hawái, había viajado a Nueva York por primera vez en noviembre con la intención de asesinar a John Lennon, pero cambió de opinión y regresó a su hogar. Silenciosamente, entregó a Lennon una copia de Double Fantasy (1980), y el músico la firmó. Tras hacerlo, el cantante le preguntó cortésmente, «¿Es todo lo que quieres?», y Mark David Chapman asintió. El fotógrafo Paul Goresh capturó una imagen del encuentro.
La pareja pasó varias horas en el estudio antes de regresar al edificio Dakota a las 10:50 p. m. John Lennon prefirió no cenar fuera para llegar a casa a tiempo y dar las buenas noches a su hijo de cinco años, Sean, antes de que se fuera a dormir. Además, al cantante le agradaba complacer a los fanáticos que lo habían esperado durante mucho tiempo fuera de su hogar, ya fuera con autógrafos o fotografías. Salieron de su limusina en la Calle 72, aunque el vehículo podría haber ido hacia el patio, donde habrían estado más seguros.
El portero del edificio, José Sanjenís Perdomo, y un conductor de un taxi, vieron a Mark David Chapman parado en la sombra del arco. Yoko Ono caminó delante de John Lennon hacia la recepción. Mientras este pasaba, Chapman le disparó cinco balas de punta hueca con un revólver .38 Special de Charter Arms. En la radio, televisión, y periódicos se reportó que, antes de los disparos, Mark David Chapman habría gritado «Sr. Lennon»  en ingles: «Mr. Lennon» para, posteriormente, dejarse caer en una «posición de combate», pero esto no se menciona en las audiencias judiciales ni en las entrevistas con los testigos. Mark David Chapman ha dicho que no recuerda haber gritado el nombre de Lennon antes de dispararle. Un tiro falló, pasando por encima de la cabeza de Lennon e impactando en una ventana del edificio Dakota. Sin embargo, dos tiros le dieron en el lado izquierdo de su espalda y dos más penetraron su hombro izquierdo. Las cuatro balas infligieron graves heridas, con al menos una de ellas perforando su aorta. John Lennon subió cinco peldaños hacia el área de seguridad, dijo: «me dispararon», y se desplomó. El conserje Jay Hastings cubrió al músico con su uniforme, y le quitó las gafas; luego llamó a la policía. 

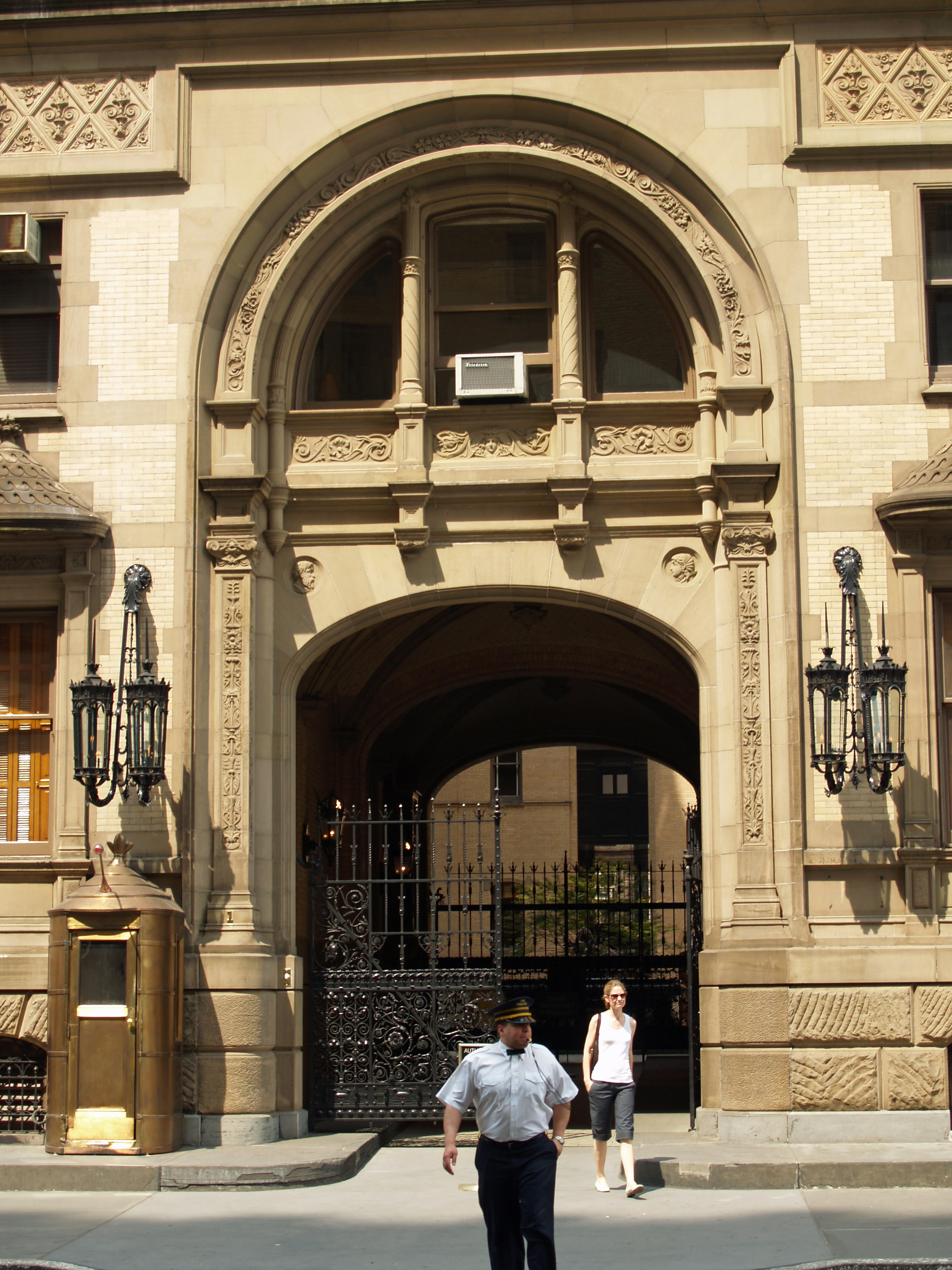
La entrada del edificio Dakota, donde John Lennon fue asesinado

En el exterior, el portero Perdomo quitó la pistola de la mano a Mark David Chapman y la pateó lejos de la acera. Este último, a continuación, se quitó el abrigo y sombrero para prepararse a la llegada de la policía para mostrar que no llevaba ningún tipo de arma oculta, y se sentó en la acera. El portero gritó a Mark David Chapman: «¿Te das cuenta de lo que has hecho?», en Inglés se gritó: «¿Do you realize what you've done?» a lo cual este, con mucha calma, respondió: «Sí, acabo de dispararle a John Lennon». Los primeros policías en llegar fueron Steve Spiro y Peter Cullen, quienes estaban en la Calle 72 con Broadway cuando escucharon un reporte de disparos ocurridos en el edificio Dakota. A su arribo, los oficiales encontraron a Mark David Chapman sentado «muy calmado» en la acera. Informaron que Mark David Chapman había dejado caer el revólver al suelo y sostenía un libro de bolsillo, The Catcher in the Rye, de J.D. Salinger. Mark David Chapman había escrito un mensaje en la parte interior de la tapa del libro: «Para Holden Caulfield. De Holden Caulfield. Ésta es mi declaración». Más tarde diría que su vida reflejaba la de Holden Caulfield, el protagonista del libro.

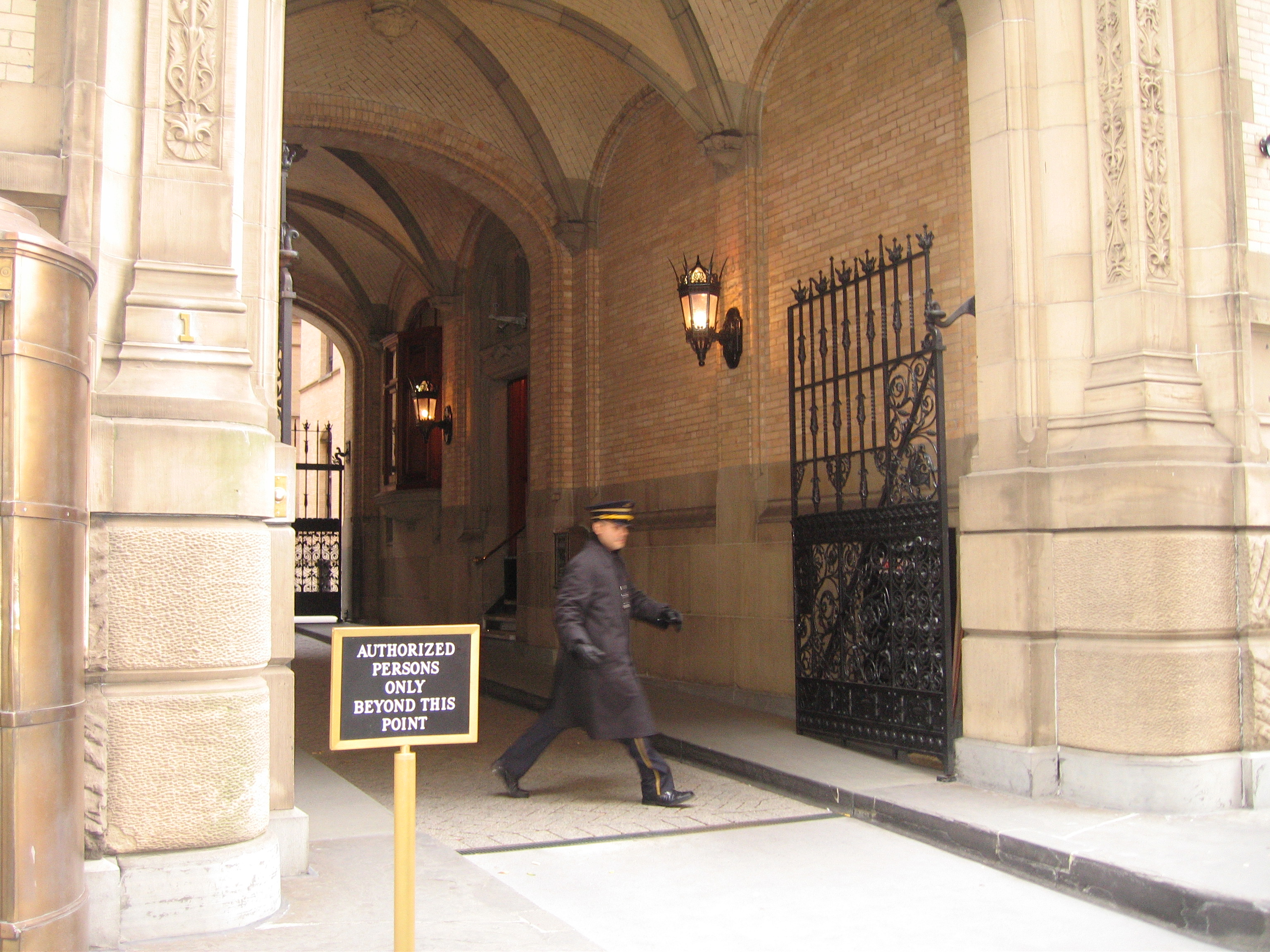
Vista lateral de la entrada del edificio Dakota mostrando los escalones que Lennon caminó antes de morir en el vestíbulo.

El segundo equipo de policías en llegar unos pocos minutos después estuvo compuesto por Bill Gamble y James Moran. Inmediatamente cargaron a John Lennon en su coche patrulla y le llevaron rápidamente al St. Luke's-Roosevelt Hospital Center. El oficial Moran dijo que colocaron al cantante en el asiento trasero. Moran preguntó «¿Sabes quién eres?»; hay versiones contradictorias sobre lo que sucedió después. En una de ellas, se dice que John Lennon asintió ligeramente y trató de hablar, pero solo fue capaz de emitir un sonido de gorgoteo y perdió el conocimiento poco después.
El Dr. Stephan Lynn recibió a John Lennon en la sala de emergencias del hospital. Cuando John Lennon llegó, no tenía pulso y no respiraba. Lynn y otros doctores trabajaron durante 20 minutos, abriendo el pecho de John Lennon e intentando hacer un masaje cardíaco manual para restablecer la circulación, pero el daño en los vasos sanguíneos alrededor del corazón era inconmensurable. John Lennon fue declarado muerto en la sala de emergencias del Roosevelt Hospital a las 11:15 p. m. por el Dr. Lynn. La causa de la muerte se reportó como una hipovolemia, causada por la pérdida de más del 80 % del volumen sanguíneo. El Dr. Elliott M. Gross, jefe del Servicio Médico Forense, dijo que nadie podría haber vivido más de unos pocos minutos con tales heridas múltiples de bala, ya que John Lennon había sido herido con cuatro balas de punta hueca, que se expanden al entrar en el objetivo y perturban gravemente el tejido a medida que viajan a través de la zona destinada, con lo cual, los órganos dañados estaban prácticamente destruidos al producirse el impacto. Yoko Ono, llorando mientras decía: «Ay no, no, no, no... díganme que no es verdad», fue llevada al Roosevelt Hospital y entró en estado de shock después de saber que su marido había muerto. El día siguiente, Ono emitió una declaración: «No hay ningún funeral para John. John amó y rezó por la raza humana. Por favor, hagan lo mismo por él. Con cariño, Yoko y Sean».

## Reacción
Poco después de que las estaciones de noticias locales informaran sobre los disparos, una multitud se reunió en el Roosevelt Hospital y enfrente del edificio Dakota. "Amamos a John", decían sus fans, recitando oraciones y cantando canciones del músico. Después de escuchar las noticias emitidas por el jefe de ABC News Roone Arledge, el presentador de deportes Howard Cosell, que había entrevistado a Lennon brevemente en el programa Monday Night Football en 1974, anunció la noticia del asesinato durante un programa de un partido de fútbol de New England Patriots contra Miami Dolphins:

Esto, tenemos que decirlo. Recuerden que esto es solamente un juego de fútbol, no importa quién gane o pierda. Una inexpresable tragedia nos fue confirmada por ABC News en la ciudad de Nueva York: John Lennon, afuera de su edificio apartamental en el West Side de Nueva York, el más famoso, quizá, de The Beatles, fue baleado dos veces en la espalda, y llevado rápidamente al Roosevelt Hospital, falleciendo al llegar.

Después del partido, Ted Koppel proporcionó una cobertura adicional para ABC durante Nightline. NBC anunció la noticia durante The Tonight Show. El programa fue interrumpido por un anunciador anónimo leyendo el boletín de noticias; el programa fue reanudado después. CBS interrumpió las noticias durante la programación normal en la red, con Walter Cronkite y los reporteros de CBS News anunciando la noticia a los televidentes. Más tarde, esa misma noche, Cronkite confirmó la muerte de Lennon, a las 11:20 p. m.
Cuando un reportero consultó inicialmente a su antiguo compañero Paul McCartney sobre la noticia, el músico respondió: «Es un fastidio, ¿no es así?». Su respuesta fue criticada, pero McCartney se justificó en 1984 en una entrevista para la revista Playboy: «Acababa de finalizar una jornada completa en shock y dije: 'eso es un fastidio'. Significa fastidiado en el sentido más pesado de la palabra, usted sabe. Eso es fastidioso. Pero usted sabe, cuando uno lo ve impreso dice: Sí, es un fastidio, en efecto». Anteriormente a ese día, McCartney dijo a los reporteros en las afueras de su casa en Sussex, «John será recordado por su contribución única al arte, la música y la paz del mundo». Ringo Starr y su prometida, Barbara Bach, se encontraban de vacaciones en las Bahamas; después de oír la trágica noticia, ambos volaron a Nueva York para consolar a Ono. George Harrison lanzó una canción tributo, «All Those Years Ago», que incluyó a sus antiguos compañeros Starr en la batería y McCartney, quien realizó los coros. El mismo McCartney también grabó una canción tributo para Lennon en su álbum de 1982 Tug of War, titulada «Here Today». La estación de la ciudad de Nueva York WABC-TV emitió una cobertura especial en vivo del homenaje conmemorativo de Lennon en Central Park seis días después de lo ocurrido, con Roger Grimsby presentando en el estudio y Ernie Anastos informando desde el evento.

## Repercusiones
Los restos de John Lennon fueron cremados en el Ferncliff Cemetery en Westchester; no se hizo ningún funeral. Yoko Ono envió un mensaje a la multitud que estaba en el exterior del edificio Dakota, diciendo que sus cantos le habían mantenido despierta; los invitó a que se reunieran de nuevo en Central Park el siguiente domingo por diez minutos de oración silenciosa. El 14 de diciembre de 1980, millones de personas alrededor del mundo respondieron a la solicitud de Ono de mantener diez minutos de silencio en honor a Lennon. Treinta mil se reunieron en Liverpool, y el grupo más grande —alrededor de 225 000— se reunieron en el Central Park de Nueva York, cerca del lugar de los disparos. Al menos dos de los fans de Lennon se suicidaron tras su asesinato, provocando que Yoko Ono hiciese un llamamiento público pidiendo a los dolientes no ceder a la desesperación.
Ono lanzó un álbum en solitario, Season of Glass, en 1981. La portada del mismo es una fotografía de las gafas de John Lennon salpicadas de su misma sangre. Un relanzamiento en 1997 del álbum contiene «Walking on Thin Ice», canción que John y Yoko grabaron en el Record Plant justo antes de que fuera asesinado. Chapman se declaró culpable del asesinato de Lennon en junio de 1981, yendo en contra de los consejos de sus abogados, quienes deseaban alegar demencia. Recibió una sentencia de cadena perpetua, pero bajo los términos de su declaración de culpabilidad se convirtió en candidato para la libertad condicional en el año 2000, después de haber cumplido 20 años. A Chapman se le ha negado la libertad condicional en las audiencias cada dos años desde ese año y sigue encarcelado en la prisión Estatal de Attica. La foto de Annie Leibovitz de John Lennon desnudo abrazando a Yoko Ono, tomada el día del asesinato, fue la portada de la revista Rolling Stone, del número del 22 de enero de 1981, la mayor parte del cual estaba dedicado a artículos, cartas y fotografías conmemorando la vida y fallecimiento de John. En 2005, la American Society of Magazine Editors la situó en una lista de las mejores portadas de revistas de los últimos cuarenta años.

## Memoriales y tributos

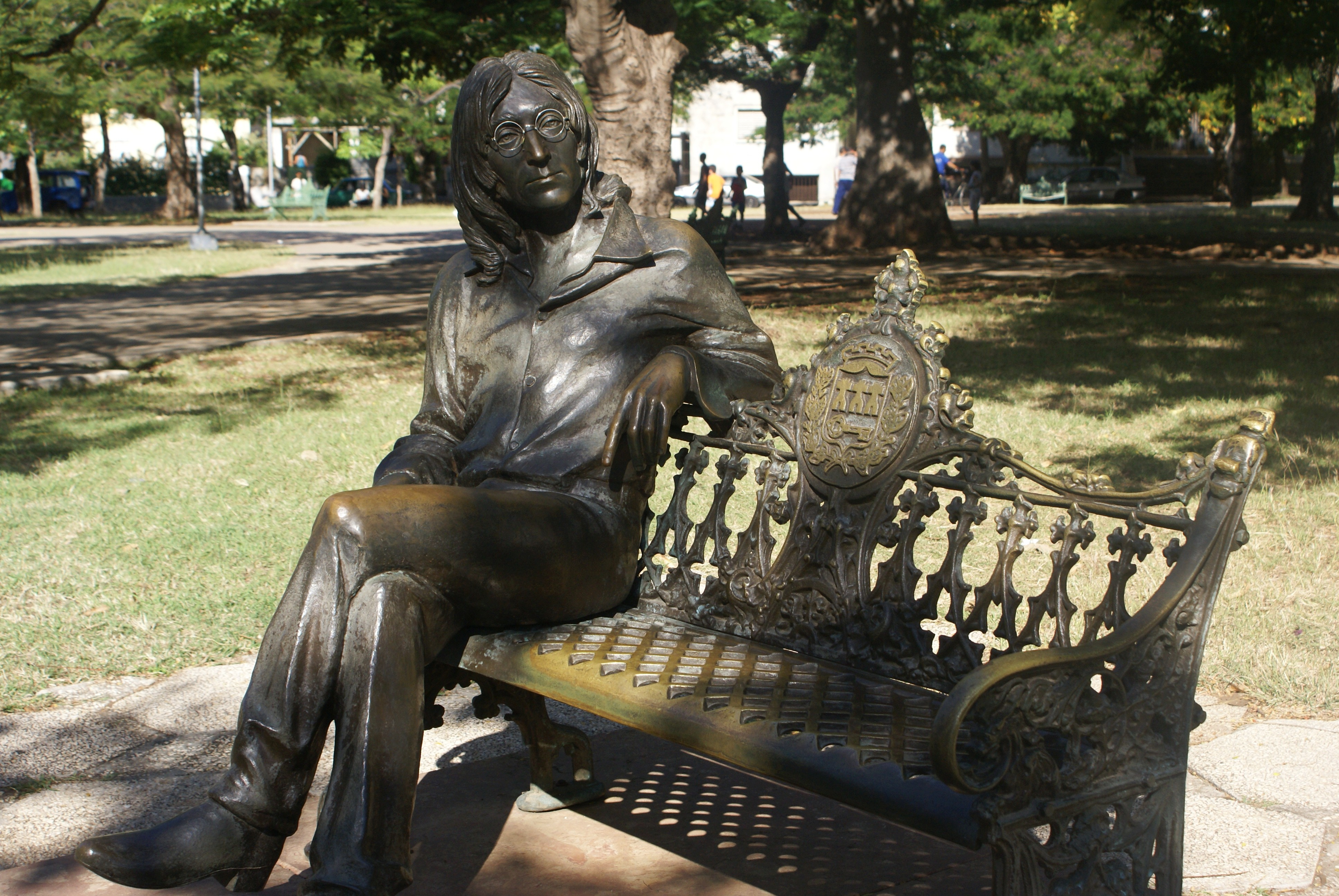
Una estatua memorial de Lennon en La Habana, Cuba.

Lennon ha sido el tema de numerosos tributos, principalmente el memorial de la ciudad de Nueva York de Strawberry Fields, un jardín conmemorativo en Central Park cruzando la calle del edificio Dakota. Ono posteriormente donó 1 millón de dólares para su mantenimiento. Se ha convertido en un lugar de reunión para tributos en los cumpleaños de Lennon y en los aniversarios de su muerte, así como en otros momentos de luto, como después de los ataques del 11 de septiembre y del fallecimiento de Harrison, el 29 de noviembre de 2001.
Elton John, quien grabó el número uno «Whatever Gets You thru the Night» con Lennon, hizo equipo con su letrista, Bernie Taupin, y grabó un tributo para Lennon, titulado «Empty Garden (Hey Hey Johnny)» Apareció en su álbum de 1982 Jump Up! y alcanzó su punto máximo como el n.º 13 en la Lista estadounidense de sencillos ese año. Cuando Elton interpretó la canción en un concierto en Madison Square Garden en agosto de 1982, se le unieron en el escenario Yoko Ono y Sean Lennon.
A Lennon se le otorgó un Premio Grammy a toda una vida de logros en 1991. En 1994, la República de Abjasia emitió dos sellos postales sobre Lennon y Groucho Marx, parodiando el pasado comunista del país. Estos sellos normalmente hubiesen mostrado los retratos de Karl Marx y Vladimir Lenin. El 8 de diciembre de 2000, el presidente de Cuba Fidel Castro reveló una estatua de bronce de Lennon en un parque de La Habana. En 2000, el Museo de John Lennon se inauguró en la Saitama Super Arena, en Saitama, Saitama, Japón. Liverpool renombró su aeropuerto a Aeropuerto Internacional John Lennon y adoptó el lema «Above us only sky» (Sobre nosotros, sólo el cielo) en 2002. El 25º aniversario de la muerte del músico fue el 8 de diciembre de 2005, para lo que se hicieron celebraciones de la vida y música de Lennon en Londres, Nueva York, Cleveland, y Seattle. El asteroide 4147 Lennon, descubierto el 12 de enero de 1983 por B. A. Skiff en la Estación Anderson Mesa del Observatorio Lowell, fue nombrado en memoria de Lennon.
El 9 de octubre de 2007, Ono dedicó un nuevo memorial llamado Imagine Peace Tower, localizado en la isla de Viðey, frente a la costa de Islandia. Cada año, entre el 9 de octubre y 8 de diciembre, proyecta un destello vertical de luz de alta potencia hacia el cielo. Cada 8 de diciembre hay una ceremonia conmemorativa en frente del edificio de Capitol Records en Vine Street en Hollywood, California. Muchas personas encienden velas frente a la estrella del Paseo de la Fama de Hollywood de Lennon, a las afueras del edificio Capitol Records. Del 28 al 30 de septiembre de 2007, Durness celebró el John Lennon Northern Lights Festival, con la asistencia de Julia Baird (la media hermana de Lennon), quien leyó desde los escritos de Lennon hasta sus propios libros, y Stanley Parkes, un primo escocés de Lennon. Parkes dijo: «Julia [Baird] y yo iremos a la vieja granja familiar para contar historias». Músicos, pintores y poetas de todo el Reino Unido se presentaron en el festival.
En 2009, el Salón de la Fama del Rock de Nueva York organizó una exhibición especial de John Lennon. La exhibición incluyó muchos recuerdos y efectos personales de la vida de Lennon, entre ellos la ropa que vestía cuando fue asesinado, todavía dentro de la bolsa de papel marrón del Roosevelt Hospital. Ono aún coloca una vela encendida en la ventana del cuarto de Lennon en el edificio Dakota cada 8 de diciembre.

## Películas cinematográficas relacionadas
Dos películas que relatan el asesinato de Lennon fueron estrenadas 25 años después de lo ocurrido. La primera de las dos, The Killing of John Lennon, fue estrenada el 7 de diciembre de 2007 (un día antes del 27º aniversario del asesinato). Dirigida por Andrew Piddington, la película fue protagonizada por Jonas Ball como Mark David Chapman. La segunda cinta fue Chapter 27, estrenada el 28 de marzo de 2008. Fue dirigida por J. P. Schaefer y protagonizada por Jared Leto, que interpretó a Chapman. Irónicamente, Lennon fue caracterizado por un actor llamado Mark Chapman. De ambas películas, The Killing of John Lennon, a pesar de su bajo presupuesto, fue considerablemente mejor recibida, mientras que Chapter 27, con su gran presupuesto y sus conocidos actores (Jared Leto y Lindsay Lohan), fue duramente juzgada por el público.

## Libros y artículos
- Badman, Keith (1999). The Beatles After the Breakup 1970-2000: A day-by-day diary. Omnibus Press. ISBN 0-7119-7520-5.
- Seaman, Fred (1991). The Last Days of John Lennon. Birch Lane Press. ISBN 978-1559720847.
- Bresler, Fenton (1990). Who Killed John Lennon. St. Martin's Press. ISBN 978-0312923679.
- Cocks, Jay (22 de diciembre de 1980). «The Last Day in the Life». Time.
- Rosenthal, David. et al., "The Death and Life of John Lennon". New York, 22 de diciembre de 1980.
- Mathews, Tom et al., "Death of a Beatle." Newsweek, 22 de diciembre de 1980.